# Ferrocarril Vasco-Navarro
El ferrocarril Vasco-Navarro, conocido como El Trenico, el Vasco o el Anglo, fue una línea de ferrocarril de vía estrecha que circuló por el País Vasco y Navarra, en España. Unía la población guipuzcoana de Vergara, en el País Vasco,  con la de Estella, en Navarra, pasando por Vitoria, en Álava. Era una línea de 143 km de longitud que recorría las comarcas de Alto Deva en Guipúzcoa, la Llanada y Montaña Alavesa en Álava y Tierra Estella en Navarra. Cuando se electrificó, en los años treinta del siglo XX, se convirtió en la línea férrea de vía métrica más importante de España y en una de las más modernas, al mismo nivel que las mejores de Europa. El 31 de diciembre de 1967 el Vasco-Navarro hizo su último viaje.
Tras su cierre, las instalaciones quedaron en desuso y abandonadas. Las vías y las catenarias fueron desmanteladas y los edificios fueron destruidos o destinados a otros usos. Desde 2023 el ferrocarril Vasco-Navarro a su paso por el País Vasco cuenta con protección legal puesto que el Gobierno Vasco aprobó su declaración como Bien Cultural de Protección Especial, con la Categoría de Conjunto Monumental.

## Historia
En 1878 Juan José de Herrán y Ureta comenzó a difundir su propuesta sobre la unión de la capital alavesa, Vitoria, con Bilbao mediante un ferrocarril que partiendo de Vitoria llegara a Durango, donde entroncaría con el ferrocarril Bilbao-Durango que se estaba construyendo entonces. Herrán realizó esta difusión mediante la publicación de artículos en el periódico El Anunciador Vitoriano.
El 22 de mayo de 1879 comienzan los trámites para la construcción de una línea férrea que uniera las provincias de Vizcaya, Guipúzcoa, Álava y Navarra. Ese día se formaliza la Junta Gestora, presidida por Pedro Ortiz de Zárate, con el encargo de estudiar el proyecto. La Junta estaba dividida en tres secciones: la política, que presidía Domingo Aragón; la económica, que presidía Modesto Escuariza, y la científica, que presidía el propio Herrán. De la propuesta inicial de la línea Vitoria-Durango se pasa a la propuesta Durango-Vitoria-Estella, al que luego añadieron un ramal adicional entre las poblaciones navarras de Arróniz y Lerín. Durante los dos años siguientes, 1880 y 1881, se realizan los estudios pertinentes y el 12 de abril de 1882 se presenta el proyecto en los cuerpos legislativos del gobierno español, en Madrid.
En 1882 Joaquín Herrán y Ureta, sobrino del ingeniero Juan José Herrán y Ureta que había efectuado los estudios preliminares, y Wenceslao Martínez consiguieron la concesión administrativa que les facultaba para la construcción de una línea férrea. El 12 de mayo se había aprobado el proyecto por el Senado y el 9 de junio se publicó la ley que permitía el comienzo de las obras.
El 15 de septiembre de 1882 se presentó la memoria detallada y el presupuesto (el capital necesario era de 18.000.000 pesetas), en el que el resultado del coste por km de línea resultaba inferior a la media del España, lo que representaba una rentabilidad alta a los posibles inversores, cosa que la realidad demostró ser falsa. En 1915 se consigue la participación de inversores ingleses y Wenceslao cede su parte a Juaquín Herrán, quien queda como accionista único.
La ejecución del proyecto lo realizó la compañía The Anglo-Vasco-Navarro Railway Company Limited con participación de capital inglés al no encontrar financiación nacional. Esta compañía se fundó en 1887. La compañía nació con un capital de 570 000 libras esterlinas (85 502 €), repartido en 28 500 acciones de 20 libras (3 €). El acuerdo de fundación de la compañía se alcanzó el 28 de mayo de 1886.

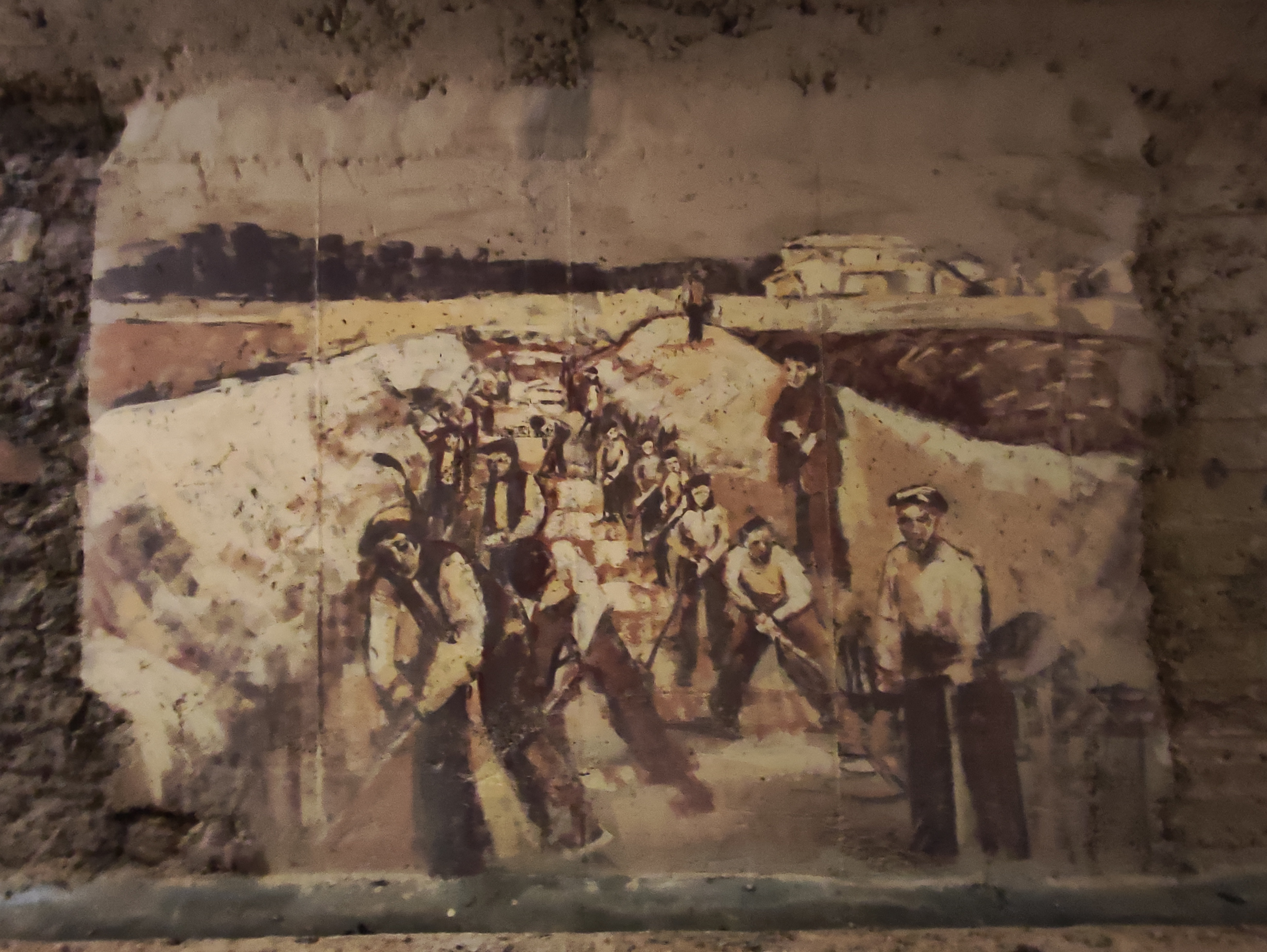
Mural en el túnel de Leorza-Cicujano

El 20 de enero de 1887 empezaron las obras y el 17 de febrero de 1889 se inauguró el tramo Vitoria a Salinas de Léniz, después de un año de pruebas que se iniciaron con la locomotora de vapor de marca Falcon llamada Euskalerria. Poco después quiebra The Anglo-Vasco-Navarro Railway debido a la mala situación de uno de sus socios (Banca Artola) y la mala gestión de las obras de construcción. En mayo de 1897, el gobierno español interviene al abandonar, por impago, los trabajadores las obras, y abre tres convocatorias públicas de licitación para continuar los trabajos, que quedan desiertas, tras lo cual lo incauta definitivamente en octubre de 1903. Las obras se detienen y el tramo abierto sigue en explotación bajo la dirección de Ángel Rey García y Antonio de la Portilla.
En 1914, el diputado en Cortes por Álava Eduardo Dato retomó el proyecto e hizo gestiones para su continuación, llegando a acordar con las diputaciones forales la reanudación de las obras que van completando la línea: el 4 de octubre de 1916 llega a Escoriaza, el 15 de febrero de 1918 a Mondragón y el 3 de septiembre del año siguiente a Mekolalde (Vergara), que sería el punto final de la misma al estar ya construida la línea Durango-Zumárraga, el llamado Ferrocarril del Deva.
En 1914 se decidió construir la estación Norte de Vitoria, dando así por comenzada la línea Vitoria-Estella y continuidad a lo ya construido hacia Vizcaya, y se decidió que el ferrocarril acabara en Vergara uniéndose con la línea Vergara-Zumárraga. Con financiación adelantada por las diputaciones forales, las obras de la línea hasta Vergara se pusieron en marcha. El 22 de septiembre de 1915 se inauguró el tramo vitoriano entre las estaciones de la capital.
El 30 de septiembre de 1923 se inauguró, con presencia de la reina Victoria Eugenia de Battenberg, el ramal hasta la población de Oñate desde el barrio de San Prudencio de Vergara. En 1929 se acabó el tramo Vitoria-Estella, que se inauguró ya electrificado. La electrificación del resto de la línea se realizaría posteriormente en 1938.
Bajo la dirección del ingeniero Alejando Mendizábal Peña se comienza el 8 de septiembre de 1919 la construcción del tramo Vitoria-Estella y el 23 de septiembre de 1927 se inaugura la misma con presencia del presidente del gobierno Miguel Primo de Rivera. La locomotora que tiró del tren inaugural fue la n.º 14 de La Maquinista Terrestre y Marítima de Barcelona. El 20 de febrero de 1938, en plena Guerra Civil, se completó la electrificación hasta la estación término de Mekolalde. El 2 de mayo de 1948 se puso en servicio un pequeño ramal hasta el Monasterio de Santa María de Estíbaliz. La máxima dificultad de este tramo fue el túnel de Maestu, hoy denominado de Laminoria, con 2.200 metros de longitud, en el que trabajaron obreros especializados procedentes de Asturias; el túnel se unió en febrero de 1924.

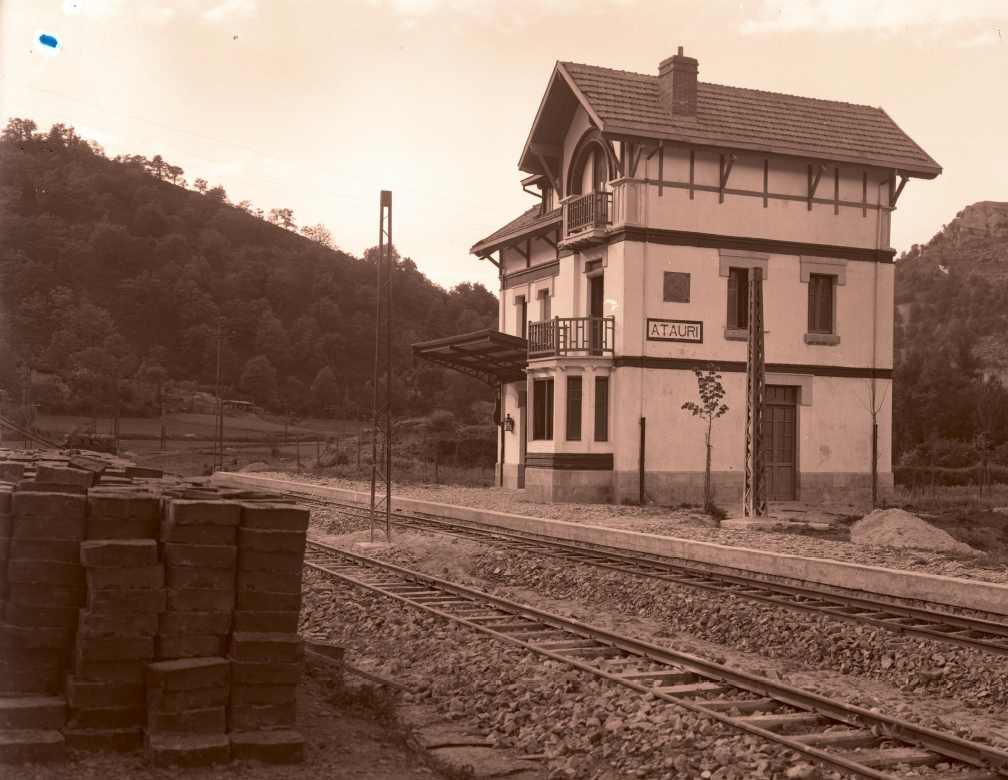
Paneles de asfalto en la estación de Atauri. Fondo Archinet, FSS

La utilización de la línea fue buena en sus primeros años. En 1920, el ferrocarril transportó 204 800 personas y 90 800 tm de mercancías y en 1932, 325 600 pasajeros y 179 000 tm de mercancías. Llegó a mover hasta 3 300 000 de personas y 800 000 Tm de mercancías a "gran velocidad" y 2 200 000 a "baja velocidad".
El ferrocarril fue fundamental para el desarrollo de la industria de los asfaltos en la zona de Montaña Alavesa. La puesta en explotación, a partir del 23 de septiembre de 1927, de la línea Vitoria – Estella, con la estación de Atauri y su apartadero a las explotaciones, facilitó de forma importante la salida de los productos de asfalto natural de las minas cercanas (Atauri, San Ildefonso, San Román de Campezo, etc.) procesados en la Compañía de Asfaltos de Maestu y otras.
El 31 de diciembre de 1967 se clausuró la línea férrea.

## Personal

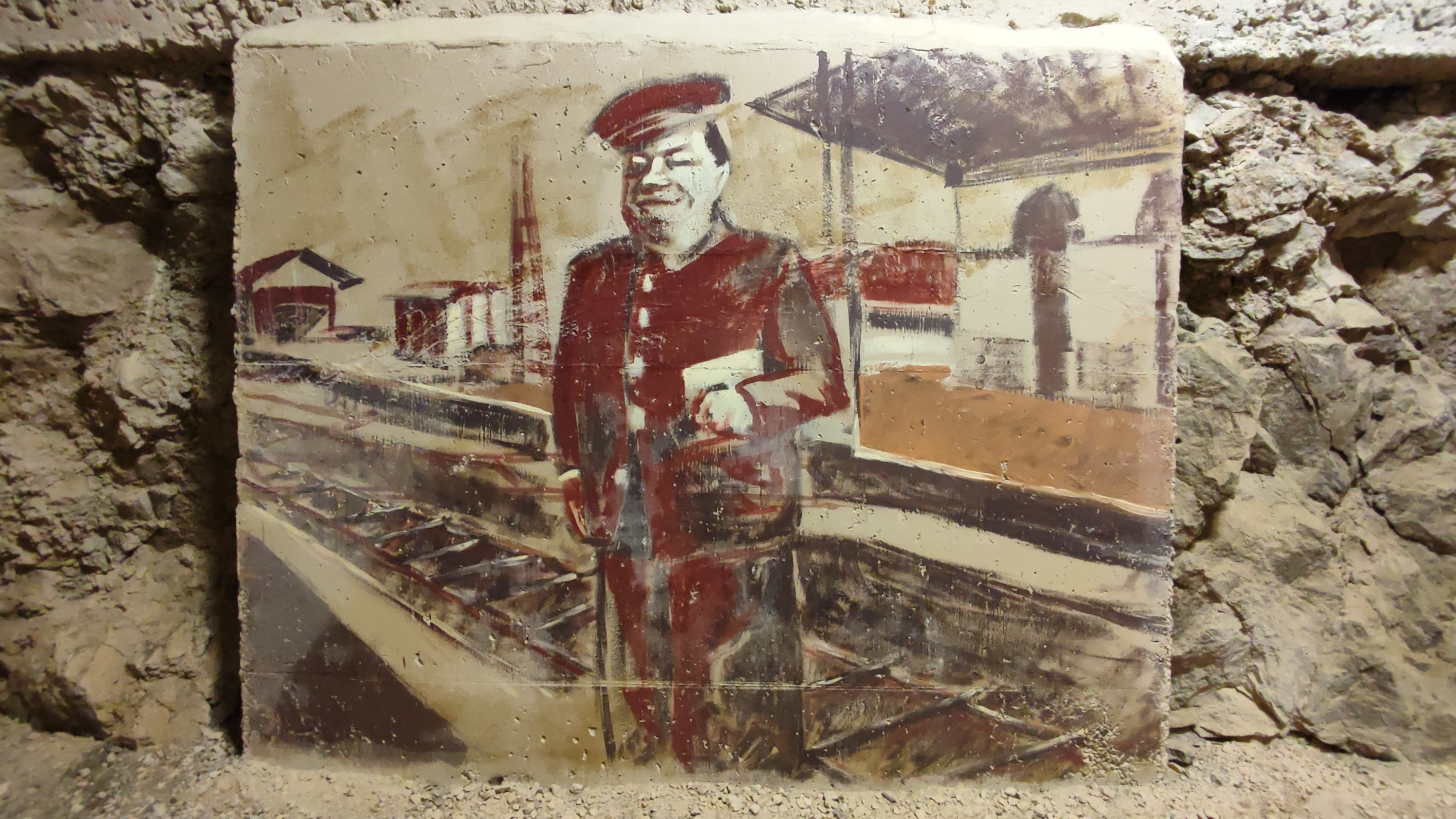
Mural en el túnel de Leorza-Cicujano

### Directores de la línea
- Joaquín Herrán y Ureta, 1889-1903.
- Ángel Rey García y Antonio de la Portilla, 1903- ¿?
- Alejandro Mendizábal Peña, 1927-1931.
- César Cañedo-Argüelles, 1939-1955.
- ¿?, 1955-1958.
- Narciso Buesa Buesa, 1958-1966.
- Jesús Etayo, 1966-1967.

### Jefas de estación
Casi una veintena de mujeres trabajaron en el ferrocarril como jefas de estación, guardabarreras u otras labores. El Vasco-Navarro fue pionero a la hora de contar con mujeres entre una plantilla que osciló en torno a los 400 empleados, en sus años de mayor esplendor, y se fue reduciendo hasta los 200 en el momento de la desaparición. Las funciones de aquellas pioneras trabajadoras estaban vinculadas a la figura de encargadas de estación, en estaciones de menor tamaño, pero siempre con responsabilidades a su cargo.

## Características de la línea

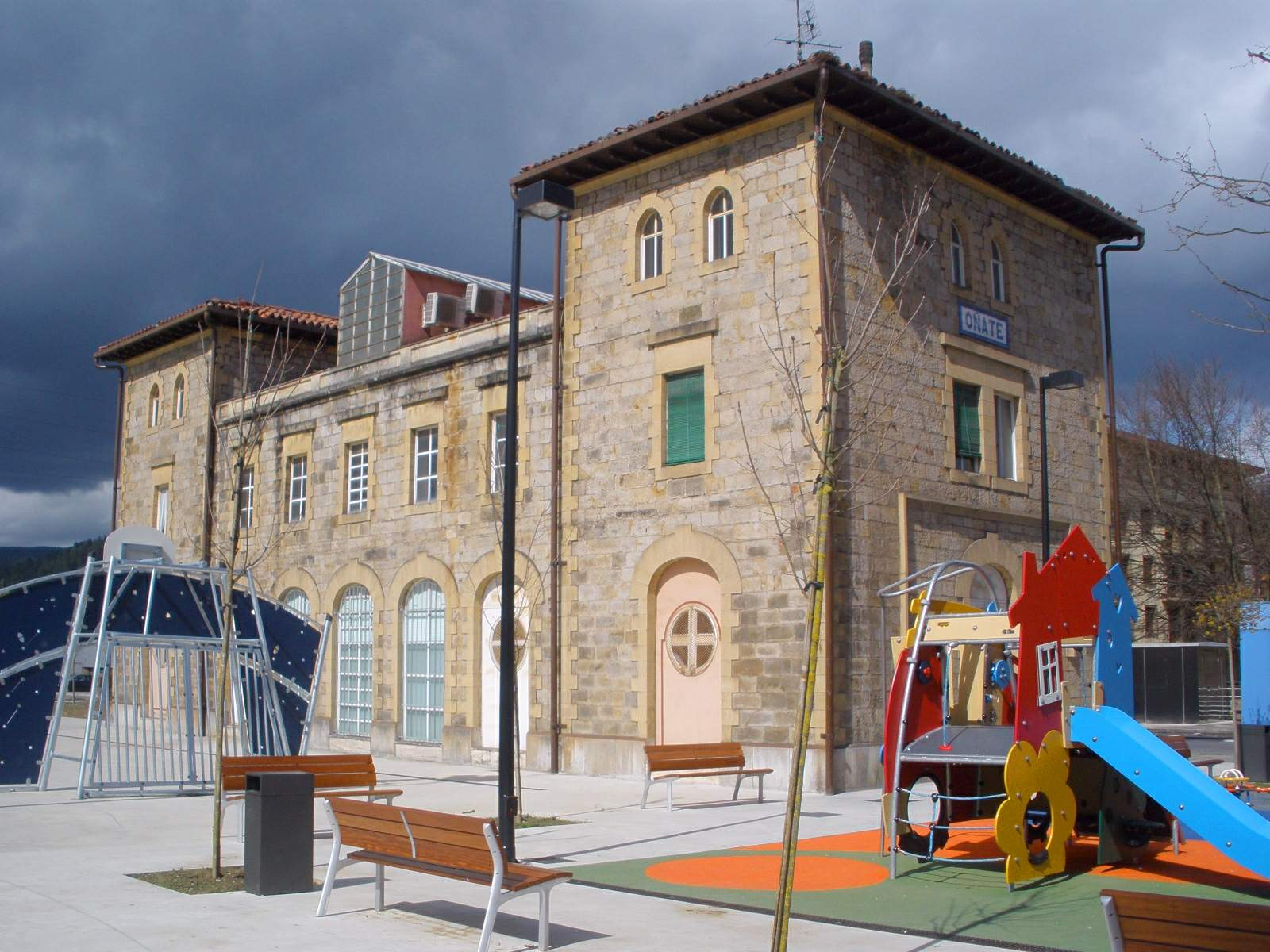
La antigua Estación de Oñate

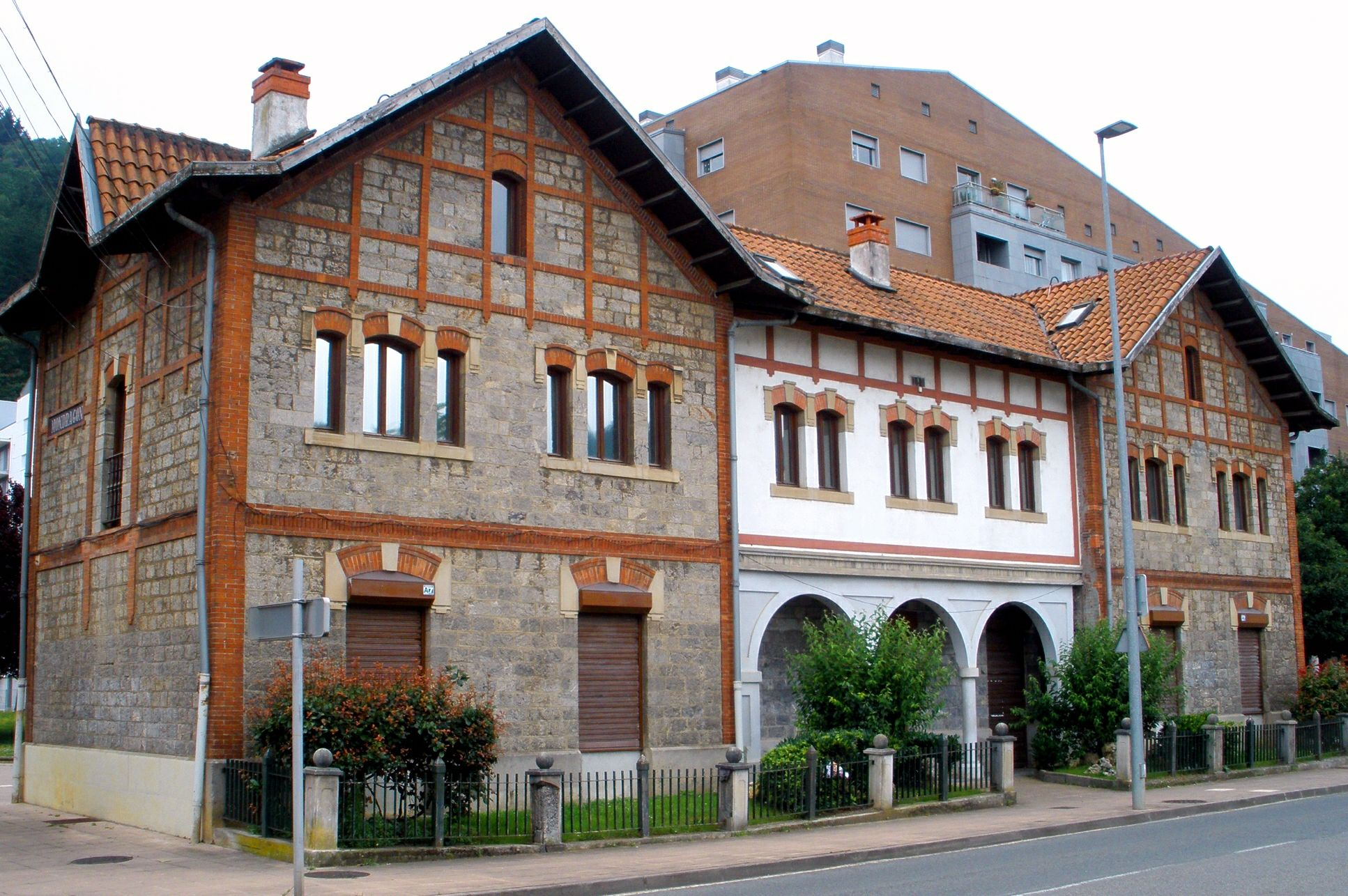
La antigua Estación de Mondragón

Los momentos diferentes en el que fue construida la línea férrea han dejado su impronta tanto en el trazado como en las edificaciones. El tramo Vitoria-Salinas de Léniz se construyó entre 1887 y 1903 por la compañía The Anglo-Vasco-Navarro Railway Company Limited, el tramo Salinas de Léniz-Vergara se hizo entre 1914 y 1919 por el gobierno español, quien también construyó entre 1920 y 1927 el tramo Vitoria-Estella y el ramal a Oñate.

### Tramo Vitoria-Salinas de Léniz
Este fue el tramo inicial del ferrocarril y su trazado no presenta dificultades técnicas reseñables. En él hay dos puentes, uno sobre el río Zadorra a la altura de Escalmendi y el otro sobre el río Santa Engracia entre las poblaciones de Retana y Urbina. Los puentes fueron proyectados y construidos en estructura metálica, pero en 1942 se volvieron a construir en hormigón. 
La estación de Vitoria era la estación principal y sede de la compañía, en la que estaban sus oficinas. Era un edificio de dos pisos con una marquesina que cubría los andenes. Las otras estaciones del tramo eran muy simples, sin servicios para los viajeros, compuestas por un edificio de una planta para residencia del personal que la atendía. En 1941 fueron sustituidas por otras mejor dotadas y con servicios para los viajeros.
El cierre de la línea en 1967 supuso el abandono de la misma y el desmantelamiento de las estaciones de este tramo. Se conservaban a comienzos del siglo XXI las estaciones de Retana y Urbina, reconvertidas en viviendas, y la de Landa, convertida en centro cívico. En Landa y Villarreal de Álava se conservan algunos edificios en mal estado. En Durana la antigua estación, la simple, se conserva muy modificada.

### Tramo Salinas de Léniz-Vergara
Construido ya por el gobierno de España a partir de 1914, destaca la dificultad técnica de la bajada del puerto de Salinas. Este tramo lo comenzó a construir la compañía The Anglo-Vasco-Navarro Railway Company Limited y su dificultad llevó, entre otras cosas, a la quiebra de la misma.
La bajada de Salinas de Léniz a Escoriaza es un trazado curvo con una pendiente elevada de 22 milésimas de desnivel y curvas de 85 metros de radio. En este recorrido hay 12 túneles, el primero de ellos se encuentra justo después del apeadero de Salinas de Léniz y el último antes de llegar al barrio de Mázmela de Escoriaza. El túnel número 7 transcurre bajo la iglesia del barrio Escoriazatarra de Zarimuz. 
Una vez en el valle del río Deva, el trazado se suaviza y discurre a la vera del cauce. Entre Escoriaza y Vergara hay cinco túneles y trece puentes, ya que el tren cruza el río en numerosas ocasiones. Los puentes están construidos en hormigón.
El ramal que une San Prudencio con Oñate discurre en un leve desnivel y tiene diez puentes sobre el cauce del río Oñate hechos en hormigón.
Los edificios que se construyeron en este tramo se hicieron de estilo ecléctico con referencia anglosajona, que recuerdan a los edificios industriales ingleses de la época. Sus características son: tejado a dos aguas con gran inclinación, con teja plana, grandes aleros sujetos con tornapuntas y muros de mampostería con remates de ladrillo en ventanas, puertas y líneas de imposta. La estación de Escoriaza ha sido convertida en un almacén municipal y la de Mondragón en sede de la oficina de empleo.
El ramal de San Prudencio a Oñate, realizado en otro periodo, tiene características diferentes. Las estaciones de San Prudencio y Zubillaga son de estilo ecléctico con las paredes de la segunda planta raseadas y falsos entramados de viguería al estilo del caserío vasco. La estación de Oñate está inspirada en las casas palaciegas de la propia villa. En este caso, la cubierta es de poca inclinación y realizada con teja curva, los muros son de sillería con ventanas y puertas en arco de medio punto. La puerta principal, que se ubica en la mitad de la fachada, está destacada mediante el uso de pilastras y coronada con un frontón clásico. Todas las estaciones se completaban con almacén y muelles de carga y descarga de mercancías.

### Tramo Vitoria-Estella

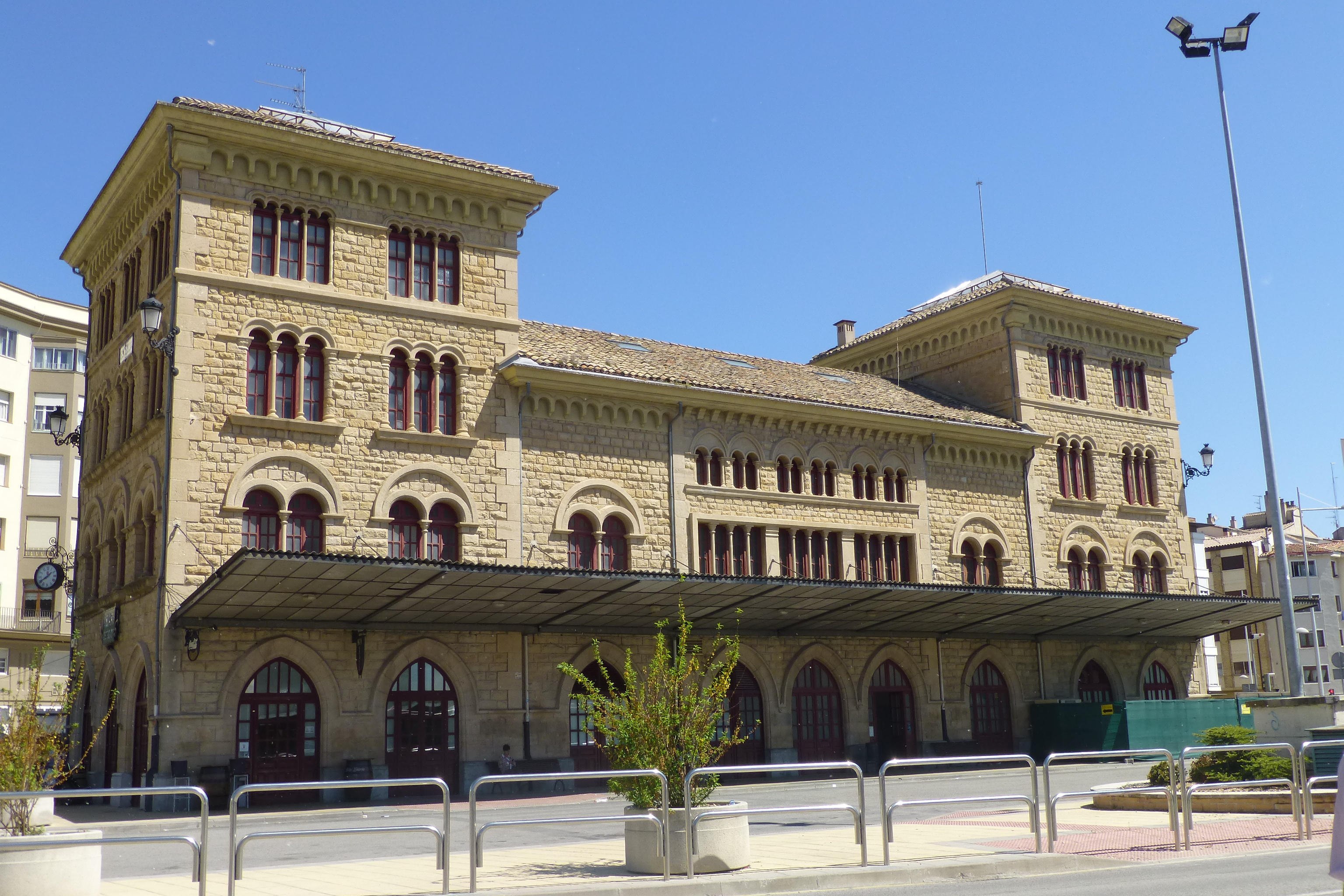
Antigua Estación de Estella, hoy estación de autobuses

Entre 1920 y 1927 se construyen los 69 kilómetros de la línea de Vitoria a Estella; la realiza el gobierno español y poco tiene que ver con la línea a Vergara. Para su construcción, el ingeniero encargado del proyecto, Alejandro Mendizábal Peña, hizo un nuevo estudio que modificó significativamente el inicial efectuado por Joaquín Herrán y su tío Juan José. En sus 69 km esta línea atraviesa dos comarcas alavesas, la Llanada y la Montaña, y una navarra, Tierra Estella.
A finales de septiembre, con presencia de Miguel Primo de Rivera, se inaugura el enlace atravesando las estaciones de los pueblos alaveses de «Olarizu, Otazu, Aberásturi, Andollu-Estíbaliz, Troconiz, Erenchun, Gauna, Ullívarri-Jáuregui, Laminoría, Maestu, Atáuri, Antoñana y Santa Cruz de Campezo; en Navarra: Zúñiga, Acedo, Ancín, Muneta, Zufía, Zubielqui y Estella» según informaba al día siguiente el Diario de Navarra.
Las estaciones de esta línea, diseñadas por el propio ingeniero encargado del proyecto, destacan por su originalidad y belleza. En estilo ecléctico de sabor romántico y con reminiscencias, en algunas ocasiones, del tipo old English o de palacio del país.
Las estaciones de Vitoria-Norte, Otazu, Aberásturi, Andollu, Trocóniz, Erenchun, Gauna, Laminoria y Antoñana evocan la arquitectura de villa burguesa inglesa. Tienen cubiertas inclinadas a dos aguas de tejas planas con grandes aleros sujetos con tornapuntas. Los muros son enlucidos y enmarcados en piedra de sillería, como los dinteles de las ventanas y las puertas. Tienen un perfil irregular y una de las fachadas es diferente a las demás.
Las estaciones de Olárizu, Maeztu y Santa Cruz de Campezo tienen un tipo más de la tierra, con tejados con poca inclinación de teja curva y aleros sujetos con tornapuntas. Las puertas y ventanas en arcos de medio punto y arcos rebajados; al cuerpo principal se añade una torre o dos, como en Santa Cruz de Campezo.

#### Estación de Olárizu
La estación de Olárizu, situada después del denominado "triángulo" que unía las dos estaciones de Vitoria con la línea a Estella, era una estación internodal en la que confluían los trenes del Vasco-Navarro y de RENFE. En ella se realizaban intercambios de mercancía y estaba conformada por el edificio de la estación, el almacén, un edificio de viviendas y cochera de automotores (después de su cierre se han perdido todos los edificios a excepción del de automotores). De Andollu partía el ramal que subía a Estíbaliz (de los apeaderos de Otazu, Aberásturi y de la estación de Andollu se conservan, recuperados y dedicados a diferentes usos, todos los edificios). En Trocóniz se ubicaba una casa de viviendas convertida actualmente en escuela. Los edificios de las estaciones de Gauna y Ullivarri Jáuregui han desaparecido. En Ullivarri se disponía también de una central eléctrica.

#### Estación de Ullíbarri-Jáuregui

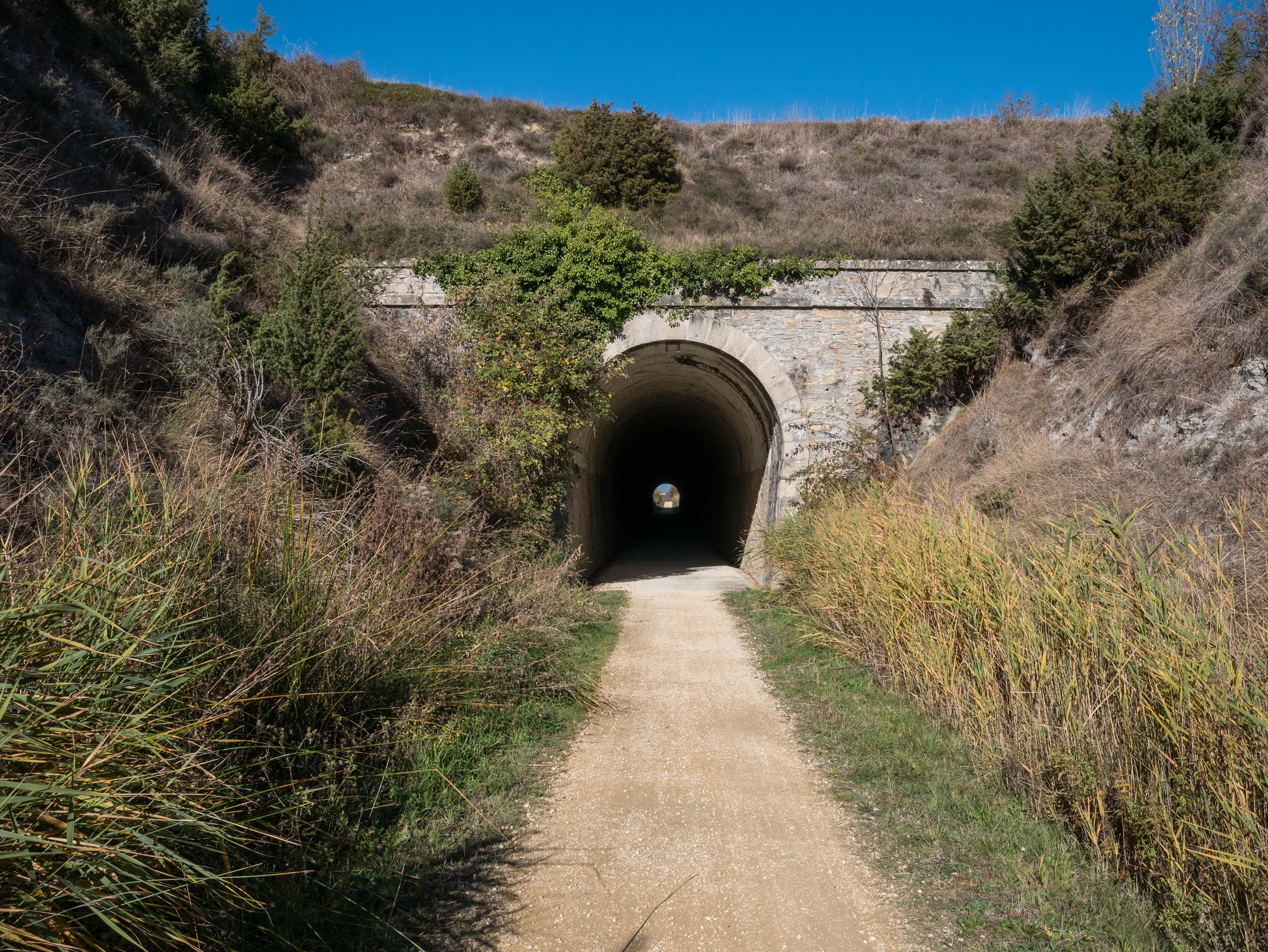
Túnel de Trocóniz

La estación de Ullíbarri-Jáuregui es la última de la Llanada Alavesa. Después de ella encontramos el túnel de Laminoria, a su lado el edificio de las brigadas de mantenimiento. En este punto, la vía comienza a ascender. En este tramo se destacan las obras de fábrica correspondientes al túnel de Trocóniz y el artificial de Huecomadura y las trincheras abiertas entre Andollu y Erenchun.
Una vez atravesado el túnel de Laminoria, se entra en La Montaña Alavesa. Este túnel, de 2200 metros de longitud, es el más largo del recorrido y atraviesa la sierra de Andía pasando de la cuenca del Zadorra a la cuenca del río Ega; en su construcción se tardó dos años. Cerca del túnel está el apeadero de Laminoria, que con el tiempo cobró importancia por la explotación minera que se abrió en el lugar y que sacaba sus productos por la línea férrea.
Una vez atravesada la divisoria de aguas, el ferrocarril emprende la bajada hacia el valle del Ega. La primera estación que se encuentra en este tramo es la de Maestu, después de pasar el apeadero de Cicujano, una estación de tres plantas con torreón que en la actualidad es la casa consistorial del ayuntamiento del Valle de Arraya. Cerca de Maestu está el túnel de Laorza.
La vía continúa atravesando el río Berrón por el puente de peña Salada y poco más adelante por el viaducto de Atauri, que consta de siete arcos. El viaducto da paso al túnel homónimo que atraviesa el pueblo de Atauri, que tiene su estación (hoy en ruinas) cerca de la salida del túnel. La vía se ve obligada a cruzar de nuevo el río Berrón, esta vez por el puente de San Saturnino, cuyas dificultades de construcción y problemas de cimentación dieron pie al estudio del desvío del recorrido. 
El túnel artificial de Fuenfría precede a una larga recta que termina en la población de Antoñana, cuya estación contaba con central eléctrica (la segunda del recorrido). La vía sigue descendiendo hacia Santa Cruz de Campezo y atraviesa el río Ega por el puente de Santa Cristina, que tiene 10 metros de altura y cinco arcos. El Ega se vuelve a cruzar dos kilómetros después de Fresnedo por el puente de Tarifa, que da paso a la estación de Santa Cruz de Campezo. En esta localidad se hallaba un complejo ferroviario: la estación, amplia de tres cuerpos y dos plantas, con cocheras, dos muelles de carga, uno cubierto y otro descubierto, cocheras para los automotores y viviendas para el personal, todo ello cerrado por un muro. De este conjunto solo se conserva el edificio de cocheras. La estación se derribó después de haberse propuesto, al menos, ocho proyectos de recuperación.

#### Navarra: viaducto de Arquijas
Tras atravesar el arroyo de Orradicho, viene el paso elevado conocido como Confín para entrar, ya en tierras navarras, ya en Tierra Estella, en el pueblo de Zúñiga y dos kilómetros más adelante cruzar el río Ega de nuevo por el mayor puente de todo el recorrido, el conocido como Puentarrón o viaducto de Arquijas. Este viaducto, con una longitud total de 156,80 metros, presenta una altura de 27,5 metros sobre el río y está formado por nueve arcos de 11 metros de luz. Se construyó en hormigón recubierto con paramentos de sillarejo. Su coste total fue de 273.212,92 pesetas.
A continuación está el túnel de Arquijas y poco antes había una apeadero y una casa de viviendas para las brigadas de mantenimiento de la línea. El túnel tiene una longitud de 1.245 metros y se realizó atacando en cuatro frentes, por sus dos bocas y desde un pozo central. Las bocas están preparadas para poder ser voladas en caso de necesidad (también se dice que el viaducto está preparado para ello).
La salida del túnel se realiza cerca de la estación de Acedo - Los Arcos, un edificio de dos plantas y buhardilla, y después de pasar por el paso elevado de Secón, el túnel artificial de Granada y un par de pasos inferiores, se encuentra el pueblo de Ancín, donde junto a su estación estaba ubicada la tercera central eléctrica del tramo. Del conjunto de edificios que componían estas instalaciones se conservan todos ellos: la estación como casa consistorial y la central como edificio de servicios de las piscinas municipales. 

#### Estación de Murieta
La estación de Murieta es un edificio de tres plantas con torre octogonal que, después del cierre de la línea, se ha convertido en casa consistorial. La estación de Erenchun se ha sometido a un proceso de recuperación. En Zubielqui se halla la última estación antes de la de Estella, y seguida a ella el puente y el túnel del mismo nombre. La vía cruza el paso superior de Valdelobos para atravesar por última vez el Ega por el puente de Los Llanos y entrar ya a la estación término de Estella.

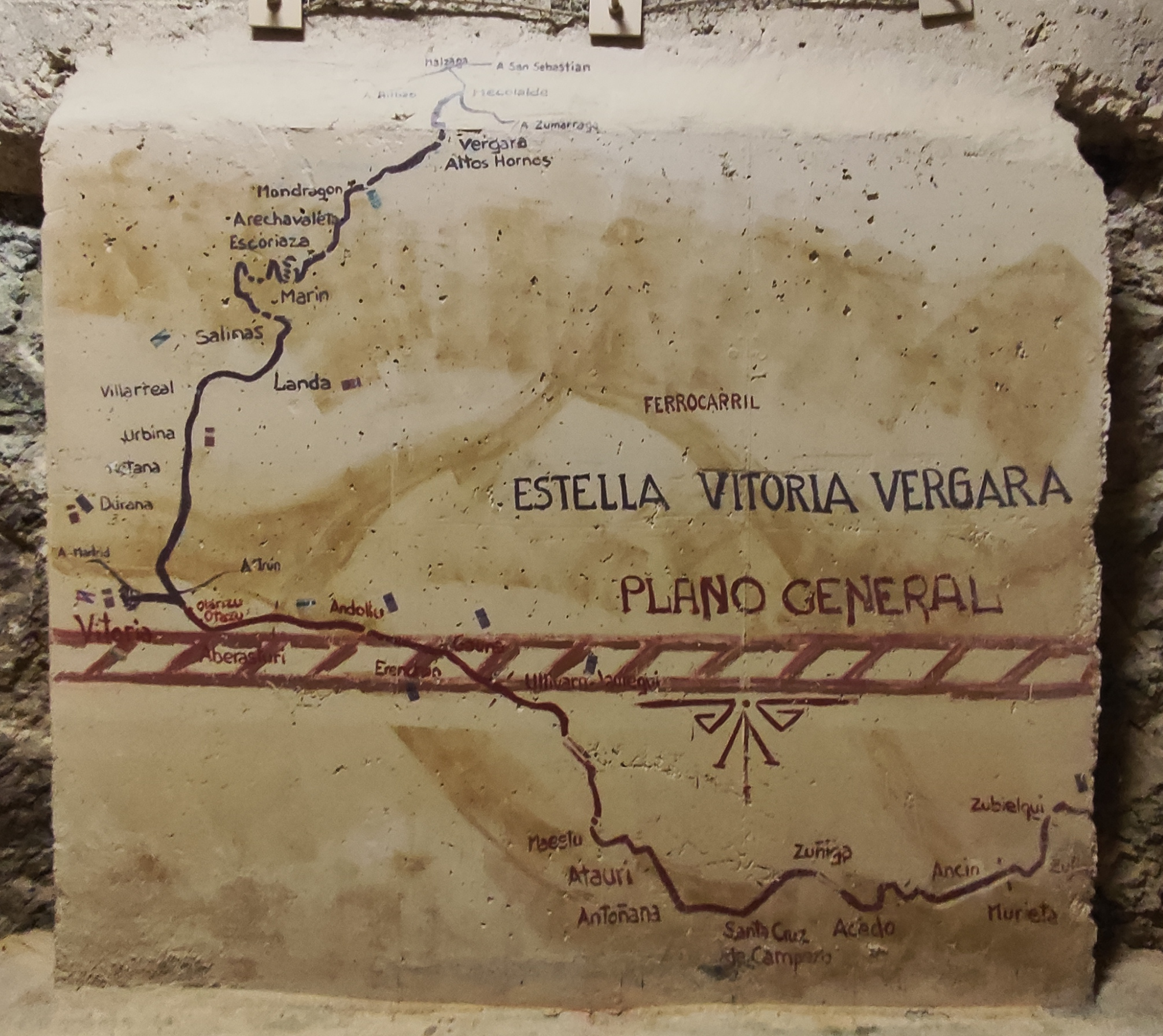
Mural en el túnel de Leorza-Cicujano

#### Estación de Estella
La estación de Estella es un magnífico edificio de neorrománico que evoca el palacio de los Reyes de Navarra situado en la ciudad y fechado en el siglo XII. El ingeniero Alejandro Mendizábal quiso plasmar en el diseño de la estación de Estella un homenaje al entonces presidente del gobierno, el general Miguel Primo de Rivera, que ostentaba el título de marqués de Estella.
Tiene cubiertas de escasa inclinación con teja curva y alero con falso matacán. Está constituida por un cuerpo central al que se le han añadido dos torres en sus extremos; los muros son de sillería y las ventanas y puertas están realizadas con arcos de medio punto, dobles y triples que alternan con otros ojivales de la planta baja. En principio la planta baja era destinada al servicio y en las superiores había ocho viviendas para empleados. El coste alcanzó los 181.323,53 pesetas.
Como estación extrema de la línea, el complejo ferroviario se completaba con muelles de carga y cocheras. El edificio de la estación, único en pie de todos ellos, se ha reutilizado como estación de autobuses y para dependencias municipales. Esta estación, junto con la de Maestu, conserva la marquesina metálica original.

## La mujer y el Ferrocarril Vasco-Navarro

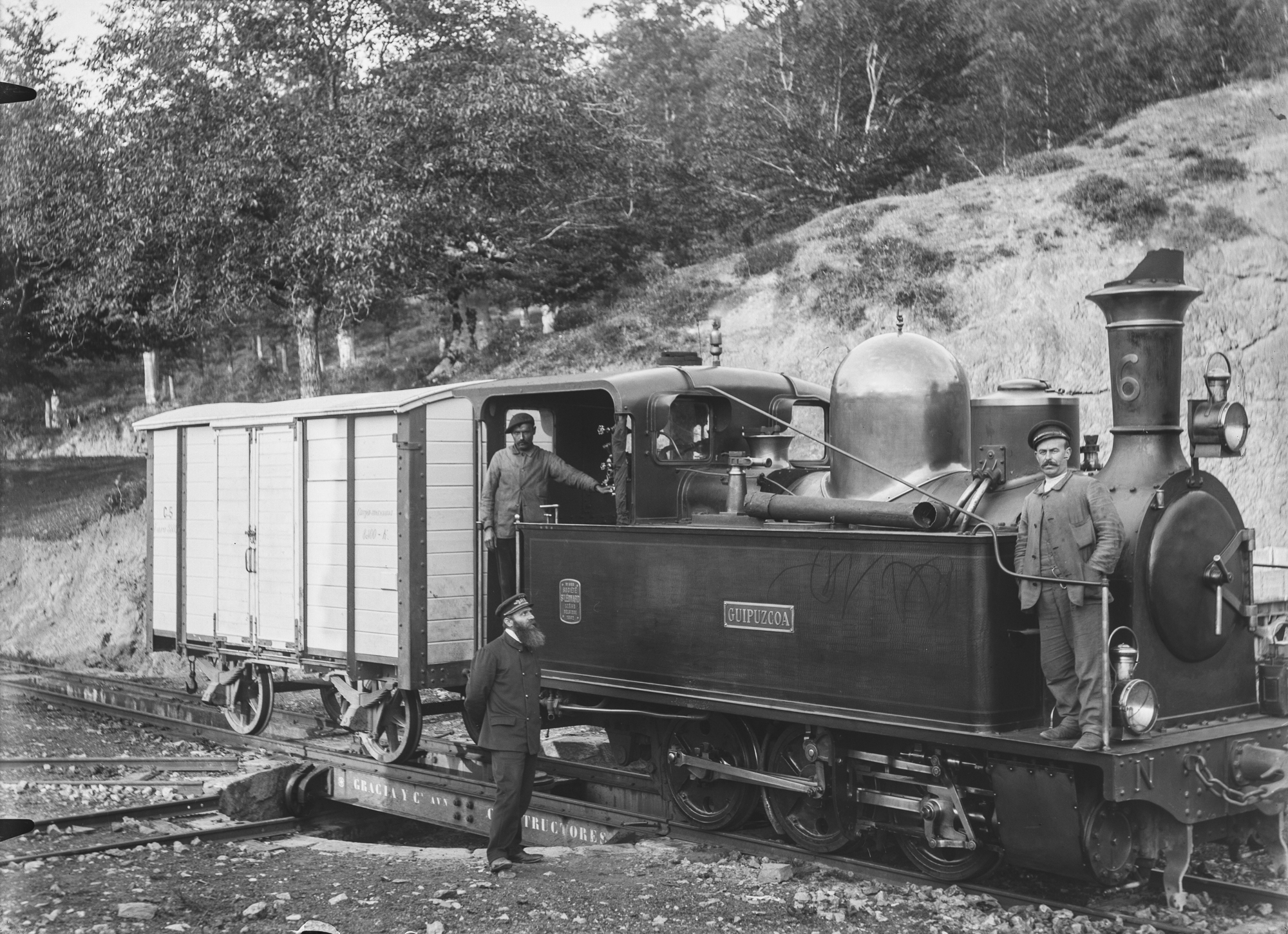
Locomotora de vapor "Guipúzcoa"

Tradicionalmente, los trabajos en el ferrocarril español los ejercían los hombres. Durante mucho tiempo la participación de las mujeres se limitó a la incorporación de viudas o hijas de agentes ferroviarios que, como consecuencia de un accidente laboral, hubieran fallecido o quedado inválidos. En un principio, la mujer solo accedía a trabajos que la mentalidad de aquella época consideraba adecuados como el de limpiadora. Más adelante y poco a poco, se fueron incorporando a puestos de secretarias, guardagujas, vendedoras de billetes, etc. pero siempre con un sueldo muy modesto.
En el caso del Vasco-Navarro, y por decisión personal de Alejandro Mendizábal, ingeniero encargado de la construcción de la línea a su paso por Álava, durante mucho tiempo las encargadas de estación del trazado Vitoria-Estella fueron mujeres. Aunque se decía que el ingeniero tenía mucha confianza en la valía de las mujeres, en general se creía que la razón principal de la elección era económica puesto que, desempeñando la misma función, ellas cobraban mucho menos que los hombres. De hecho, la denominación oficial del puesto de trabajadoras como Eufemia Barrios Huidobro era encargada y no jefe de estación como en el caso de los varones. Además, las mujeres solo llegaron a trabajar en estaciones de tercera. Otras mujeres responsables de estaciones de la línea vasco-navarra en territorio alavés  fueron Mercedes Díaz, María Leorza, o las hermanas Mercedes y Cándida Olejua.
El ferrocarril Vasco-Navarro fue probablemente el primero en España en contar con mujeres en puestos de cierta responsabilidad y supuso un importante fuente de desarrollo económico y social en las zonas que atravesaba, generando empleo y facilitando la apertura social y económica de la zona al exterior por su conexión directa a Vitoria-Gasteiz y a Estella.

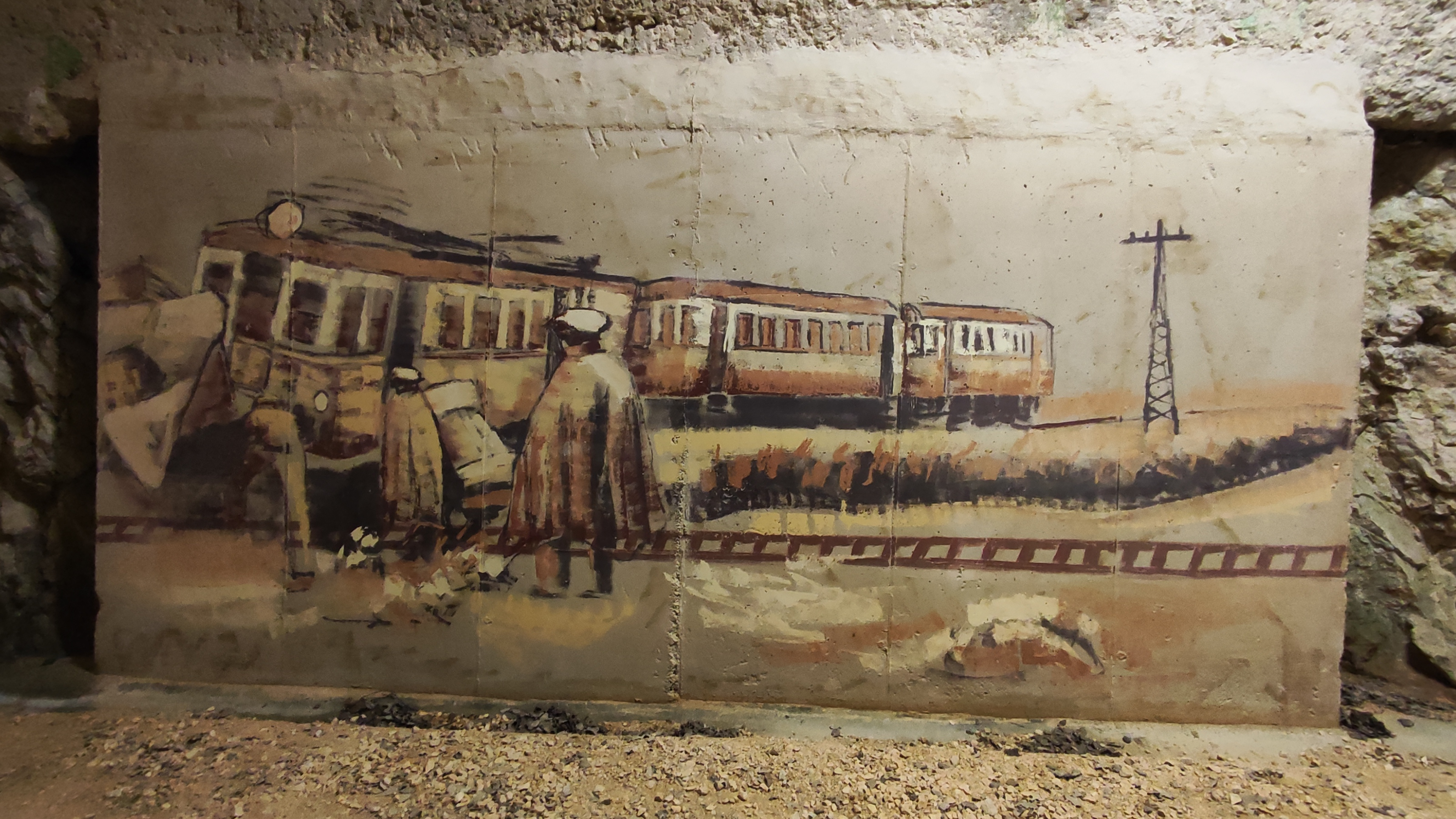
Mural en el túnel de Leorza-Cicujano del Vasco-Navarro

### Memoria de las mujeres deEl Trenico
Con motivo de la conmemoración el 31 de diciembre de 2020 de los 53 años de la clausura del Ferrocarril Vasco-Navarro, en 2021 se presentó el proyecto Recuperación de memoria de las mujeres protagonistas del Ferrocarril Vasco-Navarro. El estudio realizado reflejó el carácter diferencial de este ferrocarril en el empleo y contratación de mujeres y recogió los testimonios de mujeres guardabarreras, hijas de trabajadoras del tren y usuarias para recuperar la memoria histórica del ferrocarril que unía Estella con Vitoria-Gasteiz, desde su inauguración en 1927 hasta su cierre en diciembre de 1967. El proyecto dio como fruto veinte horas de material audiovisual.
La difusión del trabajo se realizó también posteriormente a través de la obra de teatro Memoria sobre raíles, itinerante por los diferentes pueblos por los que pasaba el ferrocarril. La puesta en escena contó con la dirección de Marta Juaniz y de la compañía La Nave Teatro, además de con la colaboración de actrices y actores aficionados de Tierra Estella.

## Vía verde

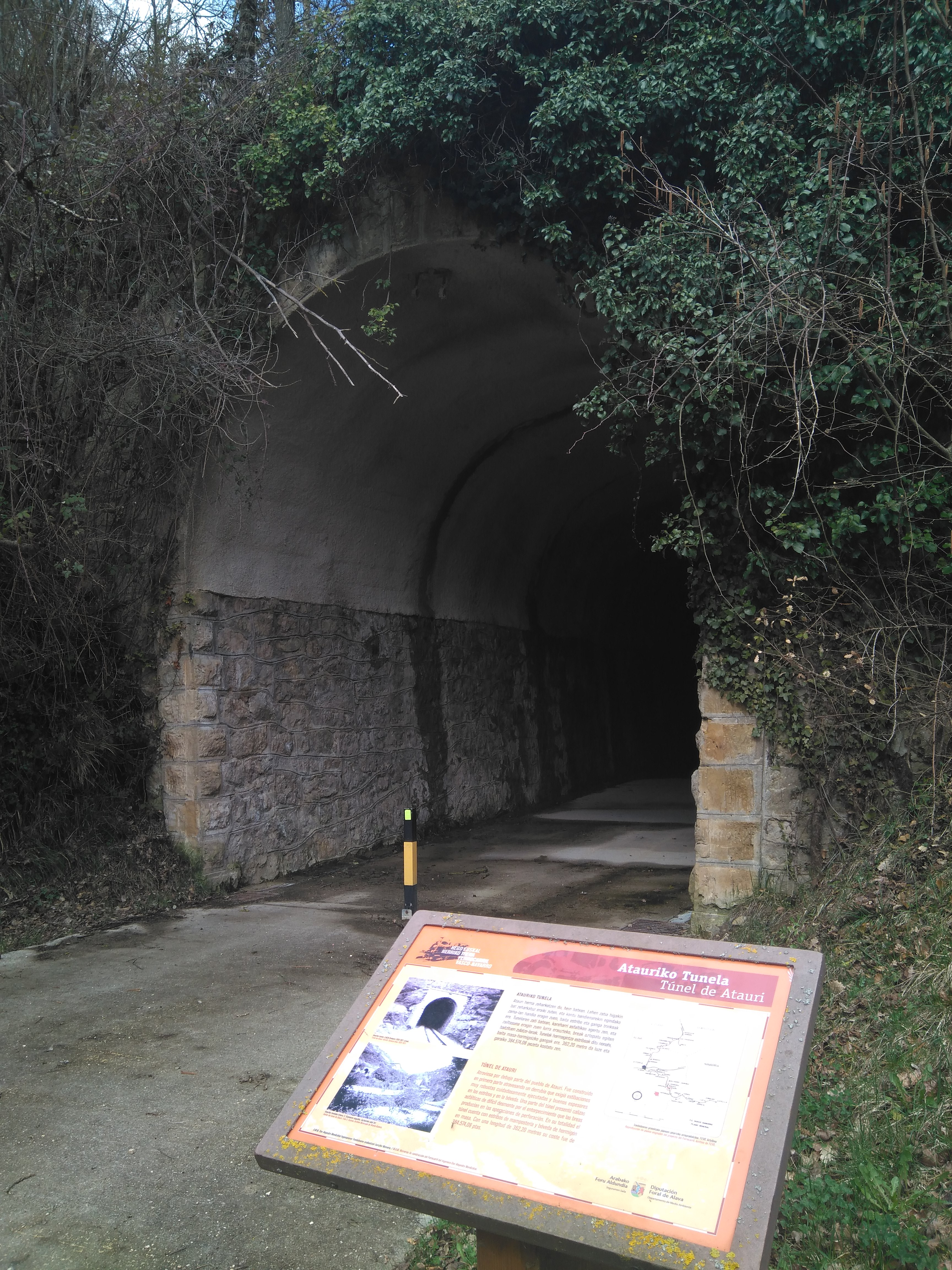
Túnel de Atauri - Ferrocarril Vasco-Navarro

El 31 de diciembre de 1967 salió el último tren de esta línea férrea poniendo punto final a su explotación comercial. Las instalaciones quedaron abandonadas y se procedió al desmantelamiento de las vías y catenarias. Los edificios pasaron a realizar diferentes funciones, algunos no fueron recuperados y terminaron destruidos y otros fueron sustituidos por viviendas. 
En el tramo guipuzcoano, el trazado fue siendo invadido, poco a poco, por la trama urbana e industrial en las zonas cercanas a los núcleos poblacionales e industriales, mientras que en las zonas rurales se aprovechaban las infraestructuras para diferentes fines, normalmente como almacenes de apeos y leña. En la última década del siglo XX se fueron creando algunos tramos de vía verde, en esta ocasión dedicados al paseo y al ciclismo. Tramos cortos sin unión entre ellos. 

### Tramos

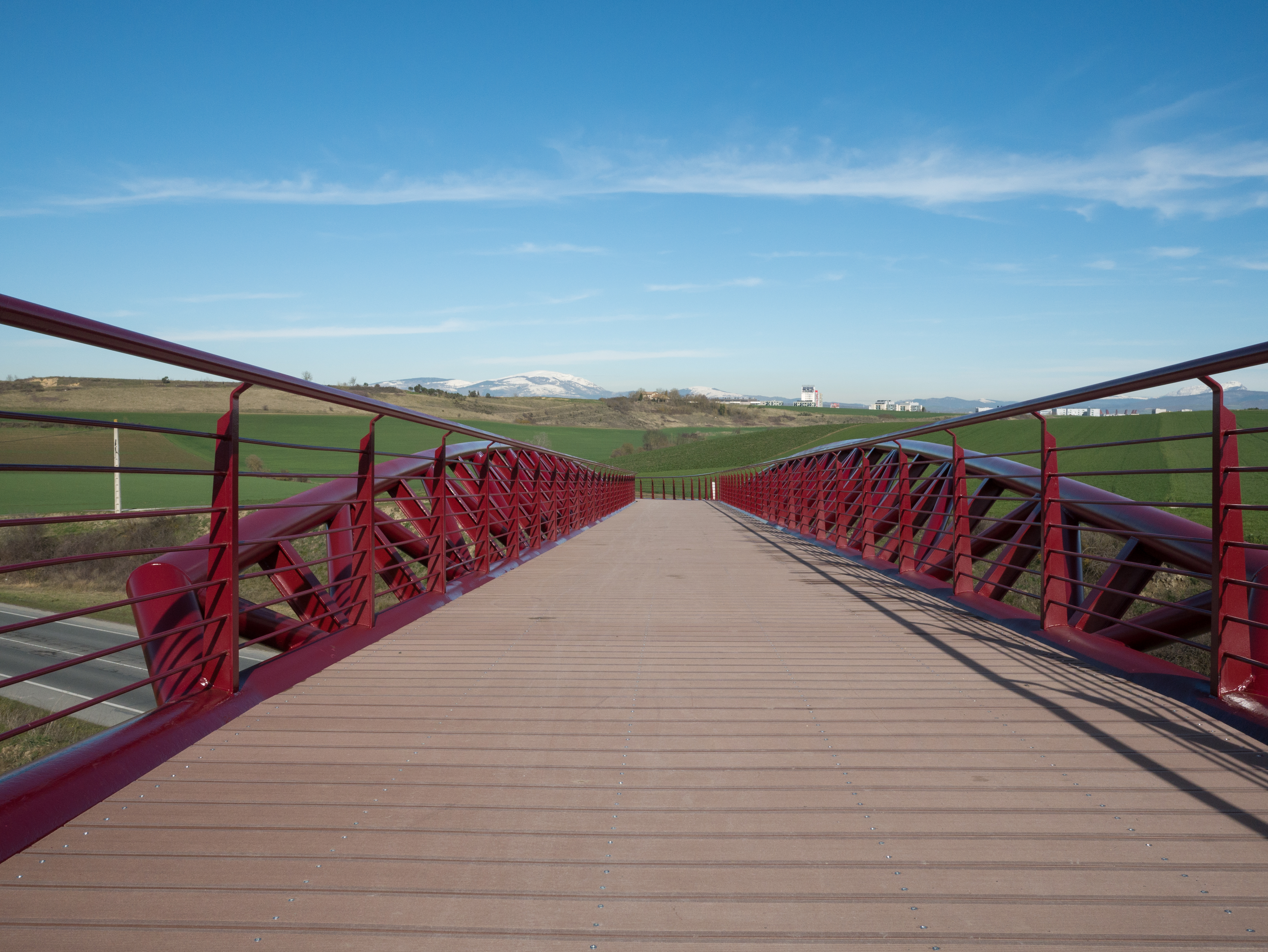
Puente de Olaranbe en Vitoria

De todo el antiguo trazado, se han habilitado cuatro tramos como vía verde:
- Primer tramo: Arlaban-Vitoria
- Segundo tramo: Vitoria-Túnel de Laminoria
- Tercer tramo: Puerto de Gereñu-Murieta
- Cuarto tramo (sin conexión aun con el anterior): Zubielqui-Estella

En el segundo tramo existe un ramal que se desvía hacia la Basílica de Estibaliz.
El tercer tramo comienza en el Puerto de Gereñu, paso alternativo del túnel de Laminoria, hoy en estado de semiderrumbe.
Aunque el trazado original llegaba hasta Estella, la vía verde está incompleta en su última parte. El tramo entre Murieta y Zubielqui aún no está acondicionado, si bien en 2015 se estaban realizando acciones para ello. Uno de los problemas es que la actual carretera Vitoria-Estella ocupa partes del trazado de la vía original.
En total se han recuperado 62 kilómetros de vía verde que esconden anécdotas sobre su devenir histórico, como la recta de 4 km de longitud entre Campezo y Arquijas, la cual fue utilizada para realizar las primeras pruebas del tren Talgo.

### Centro de Interpretación de la Vía verde de Antoñana

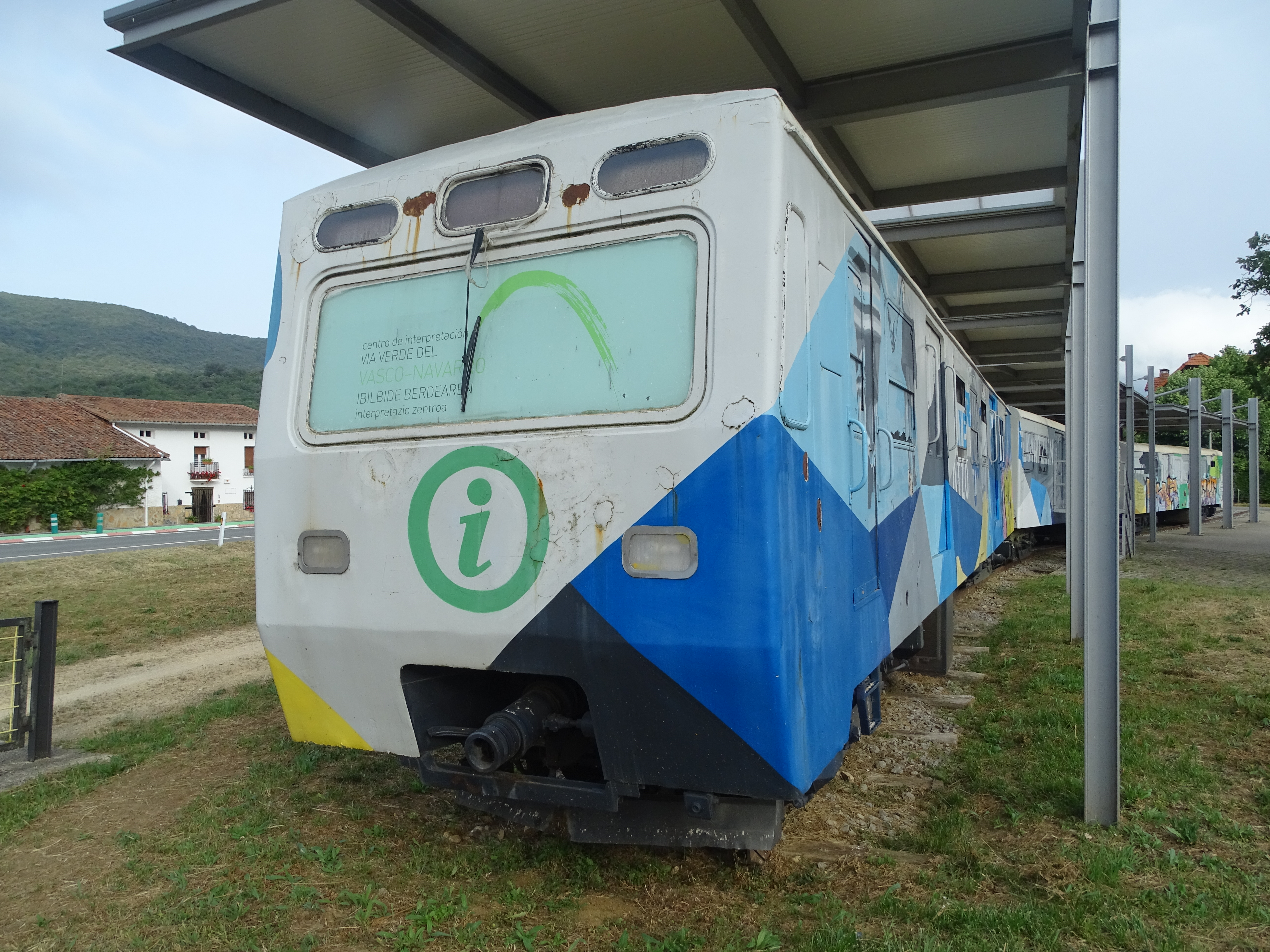
Centro de Interpretación

Está ubicado en la zona de la antigua estación de Antoñana, en tres vagones de tren visibles desde la carretera de Vitoria a Estella. En sus vagones hay información general de la comarca de Montaña Alavesa: su historia, actividades a realizar, lugares para visitar, alojamientos y restaurantes, rutas de senderismo, escalada, BTT, etc.
El primer vagón acoge la oficina de turismo de la comarca de Montaña Alavesa y el segundo se centra en "El Trenico", además de ofrecer información sobre rutas de senderismo y en bicicleta y el Parque Natural de Izki. Por último, en el tercer vagón se recrean las estancias originales del ferrocarril, incluyendo billetes, imágenes y uniformes de la época.

## Protección
En octubre de 2023, el Gobierno Vasco declaró como Bien Cultural de Protección Especial, con la Categoría de Conjunto Monumental, el Ferrocarril Vasco-Navarro. Se protege el trazado ferroviario, la obra civil (puentes, pasos elevados e inferiores, túneles, etc.), la arquitectura (estaciones, almacenes, etc.), los elementos auxiliares (apeaderos, trincheras, pequeños puentes sobre arroyos, etc.) y patrimonios muebles (locomotoras y vagones).

## Efemérides
- Choque de trenes en Arquijas (1939): En octubre de 1939 chocaron en el centro del viaducto de Arquijas dos trenes; uno de mercancías y otro destinado al transporte de pasajeros. Al parecer, desde Santa Cruz de Campezo se ordenó la salida de un tren destinado al transporte de mercancías sin esperar al tren de pasajeros procedente de Estella. Es por eso que se produjo el choque de ambas locomotoras, y a consecuencia del impacto, uno de los vagones quedó suspendido en el aire. Si bien no hubo que lamentar víctimas mortales, 2 personas resultaron heridas y otras 10 fueron lastimadas en menor consideración.[41]
- En febrero de 1948 los restos de María de Maeztu se trasladaron en el Ferrocarril Vasco-Navarro a Estella.[42]